# Sa Majesté
« Sa Majesté », est un prédicat honorifique régi par les conventions diplomatiques pour se référer à un monarque (roi, reine, sultan, empereur ou impératrice). Il est utilisé de manière protocolaire. « Sa Majesté Impériale » est parfois utilisé pour se référer aux empereurs et aux impératrices. 
En langue française, pour s'adresser à un monarque (et non plus pour se référer), on utilise le déterminant possessif de la 2e personne du pluriel (ici appelé pluriel de majesté) : « Votre Majesté ». Les membres de leurs familles ont droit au prédicat d'altesse royale ou d'altesse impériale sur le même principe : « Son Altesse Royale » pour se référer à l'altesse en son absence (par exemple pour s'adresser au personnel attaché à l'altesse royale dont il est question), « Votre Altesse Royale » dans une adresse plus directe, sans intercession.
Certains États monarchiques ont réglementé les titulatures des souverains, dans certains cas pour préserver les traditions historiques. C'est le cas :
- au Luxembourg, le grand-duc souverain et la famille grand-ducale sont désignés avec la qualification d'altesse royale.
- au Liechtenstein ou à Monaco, le prince souverain et la famille princière sont désignés avec la qualification d'altesse sérénissime.
- dans les émirats de la Péninsule arabique, on utilise la qualification d'altesse.

Dans le cas particulier du Saint-Siège, qui est une monarchie élective, la qualification employée pour le souverain pontife est « Sa Sainteté ». 
Pour les États républicains, on utilise dans la plupart des cas la qualification « Son Excellence ». Par exemple : Son Excellence Emmanuel Macron, président de la République française.[réf. nécessaire]

## Monarques portant le prédicat de «Majesté»
| Monarques                          | États                                               |
| ---------------------------------- | --------------------------------------------------- |
| Roi Salmane ben Abdelaziz Al Saoud | Arabie saoudite                                     |
| Roi Hamed ben Issa Al Khalifa      | Bahreïn                                             |
| Roi Philippe                       | Belgique                                            |
| Roi Jigme Khesar Wangchuck         | Bhoutan                                             |
| Sultan Hassanal Bolkiah            | Brunei                                              |
| Roi Norodom Sihamoni               | Cambodge                                            |
| Roi Frederik X                     | Danemark                                            |
| Roi Charles III                    | Antigua-et-Barbuda                                  |
| Roi Charles III                    | Australie                                           |
| Roi Charles III                    | Bahamas                                             |
| Roi Charles III                    | Belize                                              |
| Roi Charles III                    | Canada                                              |
| Roi Charles III                    | Grenade                                             |
| Roi Charles III                    | Îles Salomon                                        |
| Roi Charles III                    | Jamaïque                                            |
| Roi Charles III                    | Nouvelle-Zélande                                    |
| Roi Charles III                    | Papouasie-Nouvelle-Guinée                           |
| Roi Charles III                    | Royaume-Uni de Grande-Bretagne et d'Irlande-du-Nord |
| Roi Charles III                    | Sainte-Lucie                                        |
| Roi Charles III                    | Saint-Christophe-et-Niévès                          |
| Roi Charles III                    | Saint-Vincent-et-les-Grenadines                     |
| Roi Charles III                    | Tuvalu                                              |
| Roi Felipe VI                      | Espagne                                             |
| Empereur Naruhito                  | Japon                                               |
| Roi Abdallah II                    | Jordanie                                            |
| Roi Letsie III                     | Lesotho                                             |
| Roi Muhammad Faris Petra           | Malaisie                                            |
| Roi Mohammed VI                    | Maroc                                               |
| Roi Harald V                       | Norvège                                             |
| Sultan Haïtham ben Tariq           | Oman                                                |
| Roi Willem-Alexander               | Pays-Bas                                            |
| Roi Charles XVI Gustave            | Suède                                               |
| Roi Mswati III                     | Eswatini                                            |
| Roi Rama X                         | Thaïlande                                           |
| Roi Tupou VI                       | Tonga                                               |

## Monarques portant un autre prédicat

### Son Altesse Royale
| Monarques       | États      |
| --------------- | ---------- |
| Grand-duc Henri | Luxembourg |

### Son Altesse Sérénissime
| Monarques                  | États         |
| -------------------------- | ------------- |
| Prince Hans-Adam II        | Liechtenstein |
| Prince Albert II de Monaco | Monaco        |

### Son Altesse
| Monarques                             | États               |
| ------------------------------------- | ------------------- |
| Émir Mohammed ben Zayed Al Nahyane    | Émirats arabes unis |
| Émir Nawaf al-Ahmad al-Jaber al-Sabah | Koweït              |
| Émir Tamim ben Hamad Al Thani         | Qatar               |
| Prince Tufuga Efi                     | Samoa               |

### Sa Sainteté
| Monarques                | États   |
| ------------------------ | ------- |
| Dalaï-lama Tenzin Gyatso | Tibet   |
| Pape Léon XIV            | Vatican |

### Son Altesse Éminentissime
| Monarques                | États                    |
| ------------------------ | ------------------------ |
| Fra' John Timothy Dunlap | Ordre souverain de Malte |